# بوکفلایس
بوکفلایس (به آلمانی: Bockfließ) یک منطقهٔ مسکونی در اتریش است که در ناحیه میستلباخ واقع شده‌است. بوکفلایس ۱٬۴۹۵ نفر جمعیت دارد.